# Ame-no-Koyane

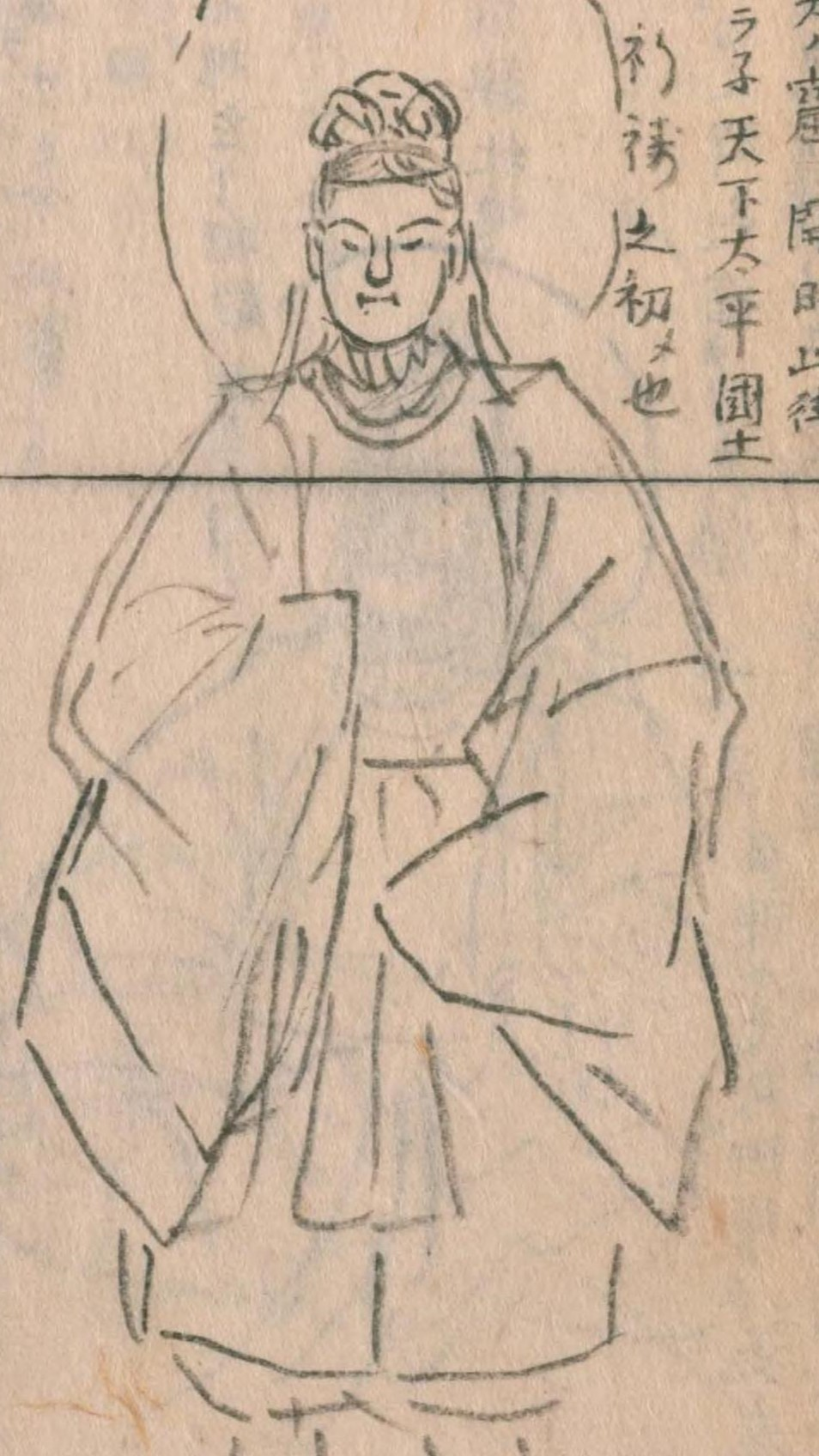
Ame-no-Koyane (Shinbutsu Zue)

Ame-no-Koyane-no-mikoto (天児屋命, 天児屋根命?) è un kami che compare nella mitologia giapponese. È noto come l'antenato dei clan Nakatomi e Fujiwara. È un amatsukami (kami del cielo) e risiede a Takamagahara.

## Descrizione
Secondo la genealogia del Kogo shūi e del santuario di Kashima, Ame-no-Koyane è il figlio della divinità creatrice Kamimusubi, una delle prime tre divinità ad essere esistita. Tuttavia, nel Nihon shoki è descritto come figlio di Kogotomusubi.
Secondo il Nihon shoki, Ame-no-Koyane fu "il primo ad occuparsi degli affari divini, per questo motivo fu incaricato di servire eseguendo la divinazione Ukehi". Gli fu ordinato da Amaterasu di custodire lo specchio divino, ed era conosciuto come "Aiutante Imperiale" al Palazzo Imperiale, essendo responsabile degli affari divini del palazzo.
Nel Kojiki si narra che quando Amaterasu si nascose nella grotta Ama-no-Iwato a causa del cattivo comportamento di Susanoo, Ame-no-Koyane eseguì una preghiera rituale (norito) davanti alla grotta per cercare di farla uscire e riportare la luce nel mondo. Quando Amaterasu aprì leggermente la grotta, lui e Futodama gli mostrarono lo specchio Yata no Kagami.
Durante il tenson kōrin fu uno dei cinque dei che scesero dal cielo accompagnando Ninigi, diventando così l'antenato del clan Nakatomi.

## Culto
Ame-no-Koyane è venerato come uno dei Kasuga no kami nel santuario Kasuga a Nara. È venerato anche nei santuari:
- Santuario Hiraoka (città di Higashiōsaka, prefettura di Osaka)
- Santuario di Yoshida (quartiere Sakyo, città di Kyoto)
- Santuario di Ōharano (Nishikyō-ku, città di Kyoto)
- Santuario Ame-no-Koyane no Mikoto (città di Minō, prefettura di Osaka)
- Santuario Hachida (Naka-ku, città di Sakai, prefettura di Osaka)
- Altri santuari Kasuga in Giappone